# 滅星者
滅星艦，初譯為星際驅逐艦，是星際大戰系列中最令人印象深刻的艦隻之一。滅星艦首次出現在「星際大戰四部曲：曙光乍現」中，是銀河帝國海軍的星際艦隊代表艦。
從1999年開始為了紀念21世紀而新拍的星際大戰前傳三部曲中的最後一部「星際大戰三部曲：西斯大帝的復仇」中也有出現，滅星艦已經成為星戰系列的代表物之一，廣泛的在電玩、書籍、漫畫出現，也有相關廠商出許多關於滅星艦的玩具和模型。

## 滅星艦

### 胜利级滅星艦（Victory-class Star Destroyer）
- 胜利I级滅星艦（Victory I-class Star Destroyer）
- 胜利II级滅星艦（Victory II-class Star Destroyer）
- 胜利III级滅星艦（Victory III-class Star Destroyer）

### 狩猎者级滅星艦（Venator-class Star Destroyer）
- 狩猎者I级滅星艦（Venator I-class Star Destroyer）
- 狩猎者II级滅星艦（Venator II-class Star Destroyer）
- 狩猎者III级滅星艦（Venator III-class Star Destroyer）

首次出現于星際大戰：複製人之戰 (2003年電視影集)，之后在星際大戰：複製人之戰 (2008年電視影集)和《星球大战III：西斯的复仇》中频繁登场。是银河共和国与银河帝国装备的一种主力舰，建造於夸特动力船坞。雖然狩獵者級主要是設計為艦對艦作戰使用，但狩獵者級同時能夠運載星際戰機、擔任運輸和護航工作。
狩獵者級滅星者長1,137 米。這使它們能藉著其寬敞的機庫來載運大批共和軍隊投入戰場。它們擁有像灰紅雙色塗裝 ；但於銀河帝國初期，船體被剝奪了此共和國的符號，給予他們陰暗的灰色外觀。之後更为强有力的帝國級滅星艦的服役，使狩猎者级逐渐停产。在克隆人战争中建造的数千艘狩猎者级歼星舰在以后的数十年中慢慢被封存、拆毁后回收，也有可能被反抗軍俘虏。

### 帝國級滅星艦（Imperial-class Star Destroyer）
- 帝國I級滅星艦（Imperial I-class Star Destroyer）
- 帝國II級滅星艦（Imperial II-class Star Destroyer）
- 帝國III级滅星艦（Imperial III-class Star Destroyer）

在星際大戰電影系列中首次出現的滅星艦是屬帝國1級（Imperial-I class）的Devastator ，而且該級最常出現於原本的舊三部曲。該艦在星際大戰四部曲：曙光乍現（1977）裡出現，「滅星艦」這一稱呼術語在電影對話裡提到。
在原本星際大戰電影劇本手稿裡，術語「Star Destroyer」指的是飛過雙人戰鬥機的人—後來手稿它成為銀河帝國制式戰機。該計畫在電影裡描述改成大型船艦；工業光魔特效公司於是為曙光乍現建立了座91公分拍攝模型。其後更為帝國大反擊建立了座259公分的模型，配備了內部光源讓它外觀更具說服力。
帝國級滅星艦於夸特动力船坞建造，並且於帝國星際艦隊裡佔有一突出的地位，它以高達25,000艘的配備數量標誌了帝國的軍事力量。如同先前的勝利級(Victory-class)與狩猎者级(Venator-class)，帝國級滅星艦以它的超大噸位與壓倒性火力最為人所知；單一艘足夠壓制大部分星艦，但不足以摧毀敵方星球。它的出現常用來震懾叛軍勢力。帝國級滅星艦長1,600公尺，配備渦輪雷射、離子炮、以及牽引光束投射器。它也搭載了多台鈦戰機、大量的地面軍事力量（包括帝國暴風士兵、AT-AT、AT-ST、與AT-PT），這些地面軍事力量是事先大量製造作為快速部署到星球表面以及各種登陸艦的支援。
在戲劇性的安鐸戰役（Battle of Endor），反抗軍捕獲幾艘帝國級滅星艦並加入他們自己的編制。隨著反抗軍轉變致新共和國並漸漸繳獲银河帝国系的殘餘艦艇，帝國後來也採購了更具威力的船艦，以及種種必要的附屬船塢與設施。雖然新共和最終也逐步升級與更換艦隊為更新銳的船艦類型，帝國級滅星艦保留至新絕地武士團的時代。在Yuuzhan Vong戰爭裡持續使用。

### 阻绝者级歼星舰（Interdictor-class Star Destroyer）
是在《星際大戰:反抗軍起義》中首次出現的滅星艦，可以将敌军飞船从超空间中拉出，或者阻止对方进行超空间跳跃，从而将其困住，对机动作战的义军飞船带来的威胁尤其显著。而阻绝者级歼星舰与它的原型停滞者418相比更为巨大，出力远大于停滞者418的反应炉不但满足了重力井发生器的巨大能源需求，也能保证更高等级的火力与防御水平。
当然，4台巨大的重力井发生器仍然需要占据巨大的舰体内部与表面空间，使得该级舰不得不对上层建筑进行大幅修改，并取消了原型ISD1型上过半的武器为重力井发生器腾出空间与能源，舰载机数量也同样大大减少，并似乎完全取消了地面部队的搭载能力。然而，阻绝者级歼星舰毕竟使用着与ISD1型相同的舰体平台，具有类似的性能，较停滞者418而言不但防御力远胜（虽然相较其原型仍有一定程度的下降），火力也至少能在舰队战中自保或是压倒各型相对较小的舰只，相对停滞者418更强的载机量与自持力也使该舰足以单独执行长程巡逻与封锁任务而无需依赖僚舰保护。阻绝者级歼星舰很快便成为帝国海军在同义军交战时的利器，在各类任务中发挥了不错的效果，虽然建造与改造数量相对其原型而言并不太多。

### 星云级歼星舰(Nebula-class Star Destroyer）
是新共和國所出廠的歼星舰，而单从尺寸上论，“星云”级和“共和国”级的尺寸非常接近，都在1000米左右。尽管与“帝国”级有巨大的结构差异，并且取消了醒目的指挥塔，但由于其船身上分明的棱角，因此，可以说该舰仍然保留了许多旧共和国和帝国时代的舰船设计特点。在武器方面，“星云”级和“共和国”级几乎没有区别，只有载机量和部队运载量稍微偏小，但另一方面，该级的性能要明显要强于后者，这是因为其安装的激光炮都是最新的型号，另外防护系统在全银河系中也是首屈一指的。
尽管是一种优秀的战舰，但“星云”级的服役之路却异常坎坷：新共和国政府和末期的旧共和国一样软弱无力，一系列此起彼伏的政治事件更是让它们的建造一再推迟。和帝国动辄数以千计的歼星舰不同，“星云”级总产量只有大约两位数，由于它们非常珍贵，在新共和国同各势力的冲突中，该级舰通常被部署于核心区域、作为预备力量使用，而很少采取主动出击的态势——一旦登场，它们便能发挥决定性的作用，甚至仅一艘“星云”级就能扭转一场战斗的战局。
在《天行者的崛起》中，少數沒被弒星者基地(Starkiller Base)摧毀的新共和國艦隊殘部率領部分星云级歼星舰攻擊位於未知領域的Exegol行星的西斯艦隊。

### 角斗士级歼星舰（Gladiator-class Star Destroyer）
- 角斗士I级歼星舰（Gladiator I-class Star Destroyer）
- 角斗士II级歼星舰（Gladiator II-class Star Destroyer）

### 复兴级滅星艦（Resurgent-class Star Destroyer）
第七部電影中登場，这艘军舰长2915.81米，比《新的希望》开场的“帝国级”歼星舰（Imperial-class Star Destroyer ）还要长1315.81米。 是由凯洛·伦和赫克斯将军共用的强力的旗舰，短剑般的“定局者号”差不多有一艘帝国时期歼星舰的两倍长。这是第一軍團违背与新共和国的条约后建成的量產型歼星舰，而“定局者号”的重型武器经双战斗机、数百辆突击艇和大批帝國風暴兵。它的涡轮激光炮比帝国时期的武器更加强力而且能更快充能，这是在未知区域由凱伯水晶加工出来的结果。

### 弩车级滅星舰（Onager-class Star Destroyer）
銀河帝國秘密武器，形似弩機，被反抗軍同盟稱之爲攻城者（Siege Breaker），認爲其比死星更有威脅，作为银河帝国部署的一种稀有指挥舰和超级武器，密密麻麻地笼罩着。最初是为了消除在克隆人战争后仍然存在的分离主义派别而建立的，并且使核心世界处于帝国的控制之下，奥纳格尔级歼星舰在整个帝国时代都从事着服务。 奥纳格尔级歼星舰
生產信息
制造商
罗萨那重型工程公司
类别
巡洋舰级歼星舰  超级武器
成本
376,500,000信用点
技术指标
引擎（5个）
超空间驱动器等级
1.75级（主要）
6级（备用）
装备
1.反应堆
2.凯伯晶体（主要武器供能）
3.太阳能电离反应器
4.屏蔽层
5.偏转器屏蔽罩圆顶
6.附加的前导流罩
7.传感器系统
8.高级传感器阵列
9.定位系统
10.高级定位数组
11.导航系统
12.导航仪
武器
超重型复合光束涡轮激射器 或轨道轰炸粒子大炮
双涡轮增压激光炮
重型涡轮激光炮
点防御激光大炮
补充
Lambda级T-4a穿梭机6架
TIE战机（36架）
船员
25,200名军官，飞行员和机组人员
乘客人数
240名士兵
14,000名士兵（额外）
消耗品 1年
用图 轨道轰炸
推出年份
在19和0 BBY之间
隶属
银河帝国帝国海军

### 長矛級滅星艦（Xyston-class Star Destroyer）
最終秩序(Final Order)使用的艦型，西斯尊主打算把他們分配到所有已知星系威懾那裏的民衆。長矛級基於帝國I級滅星艦設計，外貌幾乎和它一模一樣，但尺寸是其1.5倍，并且在船體邊緣有紅色的裝飾綫。除此之外，與帝國級最大的差別是它在艦底裝備了大型軸向超級激光炮(其動力的凱伯水晶是由伊冷星的山脈所開採的)，持續輸出足以貫穿行星，引爆其内核從而達到摧毀行星的目的，但不能像死星主炮那樣瞬間炸碎行星。在《天行者的崛起》中，最终秩序的德裏潘號(Derriphan)以此超級武器單艦摧毀了kijimi行星。然而，該激光炮直接連接反應堆，如果它被摧毀，也會同樣摧毀滅星艦，位於未知領域的Exegol行星的西斯艦隊因在大氣層中無法打開偏導護盾而被抵抗組織針對該致命弱點消滅，德裏潘號成爲了唯一一艘離開了大氣層的長矛級滅星艦。

## 无畏舰（Dreadnought）
无畏舰類似於帝國級滅星艦，比帝國級大很多，首次出現在《星際大戰五部曲：帝國大反擊》時被叫做超級滅星艦（Super Star Destroyer），無畏舰有許多變種出現在兩部星戰電影和各種遊戲中，Kevin J. Anderson的小說Darksaber提到「無畏舰比帝國級大20倍」然而實際電影中的道具約282公分長而已。

### 執政官級星际无畏舰（Executor-class Star Dreadnought）
無明顯指揮塔，通常作為旗艦，它們是銀河系中最大的星艦之一，造價高，但幾乎無敵，是超級滅星者的代表，通常單獨的「超級滅星者」一詞就是指執行官級滅星者。 出現於電影帝國大反擊、絕地大反攻、遊戲《星際大戰帝國戰爭:墮落之軍》中。執政官號在恩多戰役時遭毀，其他同級艦在恩多戰役後五年內大多被摧毀。
執政官號是《星際大戰五部曲：帝國大反擊》中黑武士的旗艦，执政官级星际无畏舰即以它来命名。也是後來《星際大戰六部曲：絕地大反攻》中恩多戰役期間的帝國指揮艦，一開始執政官號由奥泽尔上將指揮。後來隨劇情推演移交給皮耶特上將，執政官號的前任艦長指揮。該艦也一直存續到絕地大反攻的劇情，後來一架反抗軍A翼戰機撞入該艦橋，使戰艦失去控制並墜入死星二號的引力圈，最後撞毀於死星二號上。。在一則1984年《星戰宇宙觀導覽》中的原始敘述中，執政官號是八公里長，近年的書籍和官方說法都是19公里長。執政官級和帝國級都是在夸特动力船坞建造。
另一艘超級滅星艦「Lusankya」是執政官號的兄弟艦，同屬執政官級，在星戰小說中描述該艦是秘密建造的，白卜庭殺了所有知道該艦的平民。在小說《X翼戰機》中Lusankya先是作為Ysanne Isard的私人監獄後來作為Isard在Thyferra星球時期的主力支援艦。後來該艦被新共和國捕獲使用，在Aaron Allston的小說「敵軍戰線」裡毀於對抗Yuuzhan Vong的戰爭。超級滅星艦「Knight Hammer」出現在小說《暗劍》（Darksaber）裡，該艦被裝上匿蹤裝甲讓敵軍無法偵測。
星際大戰：原力覺醒中，賈庫星球上也可見一艘執政官級超級滅星艦和多艘帝國級滅星艦的遺跡。

#### 參數
類別:超級滅星艦 
製造商:夸特造船廠 
尺寸 
長:19公里 
寬:不明
高:不明
武裝:重型增壓雷射砲(前100座、左75座、右75座，共250座)、增壓雷射砲(前100座、左75座、右75座，共250座)

### 日蚀级无畏舰（Eclipse-class dreadnought）
日蚀级是新出現的无畏舰，在漫畫「黑暗帝國」中是復活後的皇帝白卜庭的旗艦，也在電玩「帝國戰爭」和「帝國戰爭2-叛亂軍團」出現。根據原書描述，日蚀级是所有建造過最強大的滅星艦，配備超硬裝甲和無法攻破的護盾使它能直接撞沉共和國的蒙·卡拉馬里星際巡洋艦，還有牽引光束能防止敵軍逃入超空間，上千座渦輪雷射以及與死星同級的超級主砲，使它能獨立對抗整支艦隊而存活下來。然而最後路克和莉亞結合了他們的原力使白卜庭的原力風暴失控該艦還是從內向外爆破而被毀。後來日蝕2號作為白卜庭旗艦直到漫畫「帝國末日」中才被毀。另有一種精簡版的日蚀级稱為元首級，也出現在同一個漫畫的世界觀。

### 委托者级星际无畏舰（Mandator-class Star Dreadnought ）
- 委托者I级围攻无畏舰（Mandator I-class Siege Dreadnought）
- 委托者II级围攻无畏舰（Mandator II-class Siege Dreadnought）
- 委托者III级围攻无畏舰（Mandator III-class Siege Dreadnought）
- 委托者IV级围攻无畏舰（Mandator IV-class Siege Dreadnought）又稱第4代命令者級圍攻型無畏艦：是长7669.72米的围攻无畏舰，第一軍團所出廠的无畏舰，其腹部有两门巨型的自动炮用于大规模轨道轰炸，背部排列着二十四座点防御防空炮。

### 宏大级星际无畏舰（Mega-class Star Dreadnought ）
又稱百萬級星際無畏艦，是在星球大戰系列中出現過最爲龐大的滅星艦，高4公里，長13公里，寬60公里，僅有在《最後絕地武士》中出現的至高无上号（Supremacy）一艘。它由夸克动力船坞建造，是第一軍團在掌控銀河系，回復舊帝國前的首都（儘管人們認爲應該以星球作爲首都，但最高領袖史努克執意將其作爲首都）兼移動太空中央指揮部。由於它是史努克的旗艦，因此也被稱作“史努克的房間”。本艦並可作為殲星艦移動建造船塢，可以同時停泊、維修或建造8艘歼星舰。它在銀河系的"未知區域"裏建成，其建造計劃本被間諜們獲取但不被認爲可以完成，所以抵抗組織沒有收到相關消息。史努克執意將至高無上號駛進銀河系的核心星系中威懾抗拒第一秩序統治的勢力，結果卻被被開啓了超空間引擎的抵抗組織巡洋艦拉杜斯號以光速捨身撞擊（抵抗勢力的艾米琳·何朵中將犧牲），連同其後的十數艘復興級滅星艦一同受到了毀滅性打擊。儘管如此，至高無上號由於體積太過巨大，只是斷了側翼，依舊保持了頗完整的艦體兼尚能運作；但及後的資料顯示該艦被第一軍團軍方認為受損過重而無法修復並就地除役和拆毀。

### 折磨者级无畏舰（Harrower-class dreadnought）
折磨者級無畏艦為西斯帝國（Sith Empire)的戰艦，全長只有800米，比狩獵者級滅星艦小。它的船頭設計像一枝叉一樣，主艦橋在船體內部而沒有後期滅星艦的指揮塔設計。

### 普罗维登斯级无畏舰（Providence-class dreadnought）
普罗维登斯级无畏舰為複製人戰爭時期的分離主義軍戰艦，主要作為旗艦。首次出現於星際大戰：複製人之戰 (2003年電視影集)，之後在動畫劇集星際大戰：複製人之戰 (2008年電視影集)和《星際大戰三部曲：西斯大帝的復仇》中頻繁登場。格里佛斯將軍（General Grievous)的旗艦隱形手號（Invisible Hand)是最令人印象深刻的普罗维登斯级无畏舰之一。

### 子爵级无畏舰（Viscount-class Star Defender）
对标执行者级的超级歼星舰。

## 外部連結
- 滅星艦名艦總表資料庫 （页面存档备份，存于）
- 卡蘭坦斯星戰網 （页面存档备份，存于）